# Merpati Nusantara Airlines
Merpati Nusantara Airlines war eine indonesische Fluggesellschaft mit Sitz in Jakarta, die ihren Betrieb im Jahr 2014 eingestellt hat.

## Geschichte
Die Fluggesellschaft wurde am 6. September 1962 als zweite staatliche Fluggesellschaft gegründet. Bis 2001 gehörte auch die größte indonesische Fluggesellschaft Garuda Indonesia zur Muttergesellschaft Merpati Nusantara, die zu 100 Prozent dem indonesischen Staat gehört. Danach wurden die beiden Gesellschaften getrennt. Merpati Nusantara Airlines sowie 50 andere indonesische Fluggesellschaften (Stand Juli 2007) wurden in die Schwarze Liste der EU aufgenommen, so dass für alle ihre Maschinen ein Landeverbot in der EU bestand.
Im Februar 2014 musste die Fluggesellschaft wegen fehlender Liquidität sämtliche Flüge einstellen.

## Flugziele
Die Fluggesellschaft flog alle großen und viele kleine indonesische Städte an. Außerdem bot sie internationale Dienste nach Darwin in Australien und Dili in Osttimor an.

## Flotte

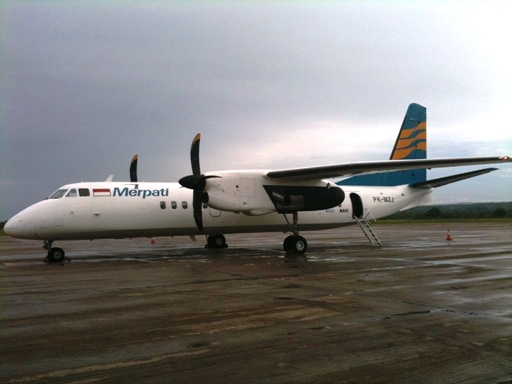
Eine Xi’an MA60 der Merpati Nusantara Airlines

Mit Stand Juli 2013 bestand die Flotte der Merpati Nusantara Airlines aus 30 Flugzeugen:
- 05 Boeing 737-300 (1 stillgelegt)
- 04 Boeing 737-400
- 01 Boeing 737-500 (stillgelegt)
- 02 CASA C-212
- 05 de Havilland Canada DHC-6
- 13 Xi’an MA60 (4 stillgelegt)

## Zwischenfälle
Bei Merpati Nusantara Airlines kam es von 1971 bis zur Betriebseinstellung 2014 zu 33 Totalschäden von Flugzeugen. Bei 21 davon kamen 321 Menschen ums Leben. Beispiele:
- Am 10. November 1971 stürzte eine Vickers Viscount 828 der Merpati Nusantara Airlines (Luftfahrzeugkennzeichen PK-MVS) im Anflug auf den Flughafen Padang-Tabing (Provinz Westsumatra) südlich der Stadt ins Meer. Die Ursache konnte nicht geklärt werden. Alle 69 Menschen an Bord (7 Besatzungsmitglieder und 62 Passagiere) kamen ums Leben, was die zweithöchste Zahl von Todesopfern bei Unfällen der Viscount darstellt.[6]

- Am 28. Februar 1973 verunglückte eine de Havilland Canada DHC-6-100 Twin Otter der Merpati Nusantara Airlines (PK-NUC) 45 Kilometer östlich des Flughafens Nabire (Indonesien), von dem sie gestartet war. Alle 13 Insassen, drei Besatzungsmitglieder und 10 Passagiere, kamen ums Leben. Das Wrack wurde erst am 4. März gefunden.[7]

- Am 29. März 1977 befand sich eine de Havilland Canada DHC-6-300 Twin Otter der Merpati Nusantara Airlines (PK-NUP) im Sinkflug von 9000 auf 5000 Fuß, als der Kapitän am Bainaha Valley plötzlich einen Berg direkt vor sich sah. Er gab Vollgas und ging in einen steilen Steigflug über, was jedoch zum Strömungsabriss und Absturz in eine Baumgruppe führte. Die Maschine befand sich auf einem Inlandsflug von Palu nach Tolitoli (Indonesien). Von den 23 Insassen kamen 13 ums Leben, zwei Besatzungsmitglieder und 11 Passagiere.[8]

- Am 12. August 1985 verunglückte eine de Havilland Canada DHC-6-300 Twin Otter der Merpati Nusantara Airlines (PK-NUG) nahe dem Flughafen Mulia (Provinz Papua, Indonesien). Von den 19 Insassen kamen 2 Passagiere ums Leben.[9]

- Am 23. Mai 1987 stürzte eine de Havilland Canada DHC-6-300 Twin Otter der Merpati Nusantara Airlines (PK-NUW) im Anflug auf den Flughafen Ruteng (Indonesien) in eine Schlucht. Alle 8 Insassen, beide Besatzungsmitglieder und 6 Passagiere, kamen ums Leben.[10]

- Am 30. Dezember 1987 stürzte eine de Havilland Canada DHC-6-300 Twin Otter der Merpati Nusantara Airlines (PK-NUY) auf dem Flug vom Flughafen Samarinda zum Flugplatz Tanjung Redep/Berau-Kalimaru ab. Alle 17 Insassen, 3 Besatzungsmitglieder und 14 Passagiere, kamen ums Leben.[11]

- Am 18. Juni 1988 fiel kurz vor der Landung einer Vickers Viscount 828 der Merpati Nusantara Airlines (PK-MVG) am Flughafen Medan-Polonia die Hydraulik aus. Das kaum noch steuerbare Flugzeug rollte rechts von der Landebahn herunter und wurde schwer beschädigt. Alle 48 Insassen überlebten den Unfall. Nach einem Überführungsflug nach Jakarta-Cengkareng wurde ein wirtschaftlicher Totalschaden festgestellt.[12]

- Am 15. September 1989 stürzte eine de Havilland Canada DHC-6-300 Twin Otter der Merpati Nusantara Airlines (PK-NUE) auf dem Flug von Manokwari zum Flughafen Bintuni beim Anflug ab. Alle 22 Insassen, 3 Besatzungsmitglieder und 19 Passagiere, kamen ums Leben.[13]

- Am 18. Oktober 1992 wurde eine CASA CN-235 der Merpati Nusantara Airlines (PK-MNN) in die Flanke des Vulkans Papandayan (Indonesien) geflogen. Die Maschine befand sich im Sichtanflug auf den Flughafen Bandung, obwohl Wolken den Vulkan verdeckten. Das Flugzeug schlug in einer Höhe von 6120 Fuß (1865 Metern) auf dem 2665 Meter hohen Vulkan auf. Durch diesen CFIT (Controlled flight into terrain) wurden alle 31 Insassen getötet, vier Besatzungsmitglieder und 27 Passagiere.[14]

- Am 16. Juni 1993 verschob sich in einer de Havilland Canada DHC-6-300 Twin Otter der Merpati Nusantara Airlines (PK-NUL) beim Start vom Flughafen Nabire (Indonesien) die nicht ordnungsgemäß gesicherte Ladung Reis nach hinten. Daraufhin hob sich die Flugzeugnase steil nach oben, es kam zum Strömungsabriss und Absturz. Eines der drei Besatzungsmitglieder, der einzigen Insassen auf dem Frachtflug, wurde getötet. Das Flugzeug wurde repariert und im Dezember 2000 als C-GHVV in Kanada registriert.[15]

- Am 1. Juli 1993 wurde eine Fokker F28-3000 der Merpati Nusantara Airlines (PK-GFU), die vom Flughafen Pattimura gestartet war, im Landeanflug auf den Flughafen Sorong bei starkem Regen 900 Meter vor der Landebahn in einen felsigen Strandabschnitt geflogen (Controlled flight into terrain). An Bord befanden sich 39 Passagiere und 4 Besatzungsmitglieder. Nur zwei Passagiere überlebten den Unfall  (siehe auch Merpati-Nusantara-Airlines-Flug 724).[16]

- Am 30. November 1994 setzte eine Fokker F28-4000 der Merpati Nusantara Airlines (PK-GKU), die in Jakarta gestartet war, bei der Landung auf dem Flughafen Semarang bei starkem Regen spät auf, überrollte die Landebahn und stürzte in einen Graben, wobei der Rumpf in drei Teile auseinanderbrach. Alle 85 Menschen an Bord überlebten den Unfall.[17]

- Am 10. Januar 1995 verschwand eine de Havilland Canada DHC-6-300 Twin Otter der Merpati Nusantara Airlines (PK-NUK) bei schlechtem Wetter in der etwa einen Kilometer breiten Meerenge Selat Molo zwischen den Inseln Rinca und Flores auf dem Weg von Bima (Indonesien) zum Flughafen Ruteng. Alle 14 Insassen, vier Besatzungsmitglieder und 10 Passagiere, werden vermisst und kamen ums Leben.[18]

- Am 17. Juli 1995 geriet eine de Havilland Canada DHC-6-300 Twin Otter der Merpati Nusantara Airlines (PK-NUT) beim Start vom Flughafen Bintuni (Indonesien) durch Aquaplaning von der Startbahn ab und raste in eine Bananenplantage. Von den 18 Insassen kam einer der beiden Piloten ums Leben.[19]

- Am 19. April 1997 stürzte eine BAe ATP der Merpati Nusantara Airlines (PK-MTX) beim Anflug 1,5 Kilometer südlich des Flughafens Tanjung Pandan-Bulutumbang (Indonesien) in ein Kokosnuss-Wäldchen. Die Maschine kam mit einem sehr steilen Rollwinkel nach links in den Endanflug. Von den 53 Insassen kamen 15 ums Leben.[20]

- Am 2. August 2009 wurde eine DHC-6-300 Twin Otter der Merpati Nusantara Airlines (PK-NVC) mit 12 Passagieren und 3 Besatzungsmitgliedern an Bord auf dem Flug von Jayapura nach Oksibil (Indonesien) in einen Berg geflogen. Da die Notfunkbake (Emergency Locator Transmitter) defekt war, wurde das Wrack der Maschine erst nach zweitägiger Suche etwa 40 Kilometer von Oksibil entfernt an einem Berghang in einer Höhe von zirka 2800 Metern entdeckt. Bei diesem CFIT (Controlled flight into terrain) wurden alle 15 Insassen getötet.[21][22]

- Am 13. April 2010 rollte eine Boeing 737-300 der Merpati Nusantara Airlines (PK-MDE) auf dem Flug aus Sorong mit 25 Passagieren und 2 Besatzungsmitgliedern über das Ende der Landebahn in Manokwari (Papua Barat, Indonesien) hinaus in einen Fluss und zerbrach dabei in der Mitte. Dabei wurden 20 Passagiere wurden verletzt, einer davon schwer, zwei lebensgefährlich.[23]

- Am 7. Mai 2011 stürzte eine Xi’an MA60 (PK-MZK) auf dem Flug von Sorong nach Kaimana mit 21 Passagieren und 4 Besatzungsmitgliedern an Bord vor Kaimana ins Meer. Beim Anflug auf die Landebahn 19 schlug das Flugzeug gegen 04:45 Uhr UTC etwa 500 m vor Erreichen der Landebahn auf dem Wasser auf. Von den 25 Insassen überlebte niemand den Absturz. Die Sicht betrug in Dunst und Regen deutlich weniger als 2000 m (siehe auch Merpati-Nusantara-Airlines-Flug 8968).[24][25]